# Dosmrtna zaporna kazen
Dosmrtna zaporna kazen, večkrat tudi kot dosmrtna ječa, je kazen, ki se jo izvrši osebi, ki je spoznana za krivo za kaznivo dejanje, po katerem obsojenec ostane v zaporu do konca svojega življenja ali pa je po zelo dolgem času predčasno izpuščen, največkrat zaradi prošnje po pomilostitvi. V več primerih se lahko osebo obsodi tudi na dosmrtno zaporno kazen brez možnosti pomilostitve, kar pomeni, da obsojenec nikoli ne more prositi za pomilostitev in je s tem dokončno v zaporu do konca življenja. 
Zločini, zaradi katerih bi lahko v nekaterih državah oseba prejela to kazen, vključujejo umor, mučenje, terorizem, zlorabo otrok s smrtjo, posilstvo, vohunjenje, izdajo, trgovino z mamili, preprodajo mamil, trgovino z ljudmi, hude goljufije in finančna kazniva dejanja, hudo kaznivo dejanje, povzročanje škode, požig, ugrabitev, vlom in rop, piratstvo, ugrabitev letal, izvajanje genocida, zločini proti človeštvu, vojni zločini ali katera koli druga kazniva dejanja v primeru zakona. Dosmrtna zaporna kazen (kot najvišja kazen) se lahko v nekaterih državah izreče tudi za prometne prekrške, ki so povzročili smrt. Dosmrtno zaporno kazen se ne uporablja v vseh državah; Portugalska je bila prva država, ki je leta 1885 odpravila dosmrtno zaporno kazen. 
Če je izrečena možna dosmrtna zaporna kazen, lahko obstajajo tudi formalni mehanizmi za prošnjo za predčasno izpustitev po določenem obdobju prestajanja kazni. To pomeni, da bi obsojenec lahko prestal preostanek kazni prestal zunaj zapora (npr. v hišnem priporu). Predčasna izpustitev je običajno določena s preteklim in prihodnjim vedenjem, morda z določenimi omejitvami ali obveznostmi. V nasprotju s tem je obsojenec izpuščen, ko se izteče določeno obdobje prestajanja kazni. Obdobje preživetja in pogoji v zvezi s predčasno izpustitvijo se razlikujejo. Izpolnjevanje pogojev za pogojni izpust ne pomeni nujno, da bo predčasna izpustitev odobrena. V nekaterih državah, vključno s Švedsko, predčasna izpustitev ne obstaja, vendar se lahko dosmrtna kazen – po uspešnem prestajanju – spremeni v kazen za določen čas, po kateri je obsojenec izpuščen, kot da je prestal tisto kazen, ki je bila prvotno izrečena.
V mnogih državah po svetu, zlasti v Commonwealthu, so sodišča pooblaščena za izrek zapornih kazni, ki lahko pomenijo dejansko dosmrtno ječo. Na primer, sodišča v Južni Afriki so izrekla najmanj dve kazni, medtem ko je v Tasmaniji v Avstraliji Martin Bryant, storilec pokola v Port Arthurju leta 1996, je prejel 35 dosmrtnih zaporih kazni in 1035 let zapora, brez možnosti pomilostitve, James Holmes, storilec streljanja v Aurori leta 2012 v Koloradu, je prejel 12 zaporednih dosmrtnih zaporih kazni in 3318 let zapora, brez možnosti pomilostitve. Vsaka kazen brez možnosti pomilostitve dejansko pomeni, da ni mogoče prositi za predčasni izpust; pa je zapornik lahko dejansko izpuščen po pomilostitvi, bodisi zaradi pritožbe, ponovnega sojenja ali humanitarnih razlogov, kot je slabo zdravje. V več državah, kjer se uporabljajo "de facto" življenjski izrazi, je to običajno, na primer v primeru sojenja Abdelbasetu al-Megrahiju. 
Nekaj držav dovoljuje, da se mladoletnike obsodi na dosmrtno zaporno kazen, brez možnosti za predčasno izpustitev; ti vključujejo države: Antigvo in Barbudo, Argentino (starejši samo od 16 let), Avstralijo, Belize, Brunej, Kubo, Dominiko, Saint Vincent in Grenadine, Salomonovi otoki, Šrilanko in Združene države Amerike. Glede na študijo pravne fakultete Univerze v San Franciscu so leta 2008 le v ZDA mladoletniki prestajali takšne kazni. Leta 2009 je Human Rights Watch ocenil, da je v ZDA 2589 mladoletnikov prestajalo dosmrtno zaporno kazen brez možnosti pomilostitve. ZDA so vodilne v izrekanju dosmrtne zaporne kazni (tako za odrasle kot mladoletne) s stopnjo 50 ljudi na leto dni.
V Sloveniji smo dosmrtno kazen ukinili leta 1989, ponovno uvedli pa leta 2008. Prva pravnomočna obsodba na novo kazen je bila izrečena marca 2024 (obsodba iz leta 2021 ni bila zakonita).